# 뒤음낭신경
남성에 존재하는 뒤음낭신경(posterior scrotal nerves), 또는 후음낭신경은 안쪽과 가쪽, 2개의 신경이다. 이들은 음부신경에서 갈라져 나온 샅신경의 가지로, 여성에서는 뒤음순신경에 대응된다. 음부신경은 척수신경 뿌리 S2 ~ S4에서 발생하여 속폐쇄근 근막이 이루는 음부신경관을 통과한 후 샅에서 샅신경을 낸다. 샅신경은 남성에서 뒤음낭신경으로, 여성에서 뒤음순신경으로 끝난다.
뒤음낭신경은 이후  샅막을 관통하고 샅동맥에서 갈라져 나온 뒤음낭동맥과 함께 주행한다. 이후 음낭의 피부에 분포하며 뒤넙다리피부신경의 샅가지와 합류한다.

## 참고 문헌
이 문서는 현재 퍼블릭 도메인에 속하는 그레이 해부학 제20판(1918) page 968의 내용을 기초로 작성된 글이 포함되어 있습니다.